# Vzbujeno stanje
Če je atomsko jedro v vzbujenem stanju, ga imenujemo isomer istega jedra, ki ni v vzbujenem stanju. Jedro je lahko prav tako v vzbujenem stanju, kot elektron, ki kroži okrog jedra. Isomer označimo z *.{\displaystyle {}_{38}^{87}}Sr* je isomer {\displaystyle {}_{38}^{87}}Sr. Ko se jedro iz vzbujenega stanja povrne v osnovno stanje, lahko odda žarek γ elektronu, ki kroži okrog jedra.
VZBUJENO STANJE ATOMA:
Z oddajanjem energije atomu lahko povzrovčimo, da se lahko elektroni premaknejo v eno od drugih orbital, ki so po velikosti drugačne. V tej orbitali lahko elektron ostane le kratek čas.
Vir: Concepts of Modern Physics, Arthur Beiser